# Cơ quan công vụ
Cơ quan công vụ, cơ quan chính phủ hoặc cơ quan nhà nước, đôi khi là một viện hoặc một ủy ban được chỉ định, là một tổ chức thường trực hoặc bán vĩnh viễn trong bộ máy chính phủ chịu trách nhiệm giám sát và điều hành các chức năng cụ thể, chẳng hạn như một cơ quan tình báo. Có một loạt các loại cơ quan đáng chú ý. Mặc dù việc sử dụng khác nhau, một cơ quan công vụ thường khác biệt cả với một bộ hoặc ban ngành và các loại cơ quan công cộng khác được chính phủ thành lập. Các chức năng của một cơ quan thường có chức năng điều hành, vì các loại tổ chức khác nhau thường được cấu thành trong vai trò tư vấn. Tuy nhiên, sự khác biệt này thường không rõ ràng trong thực tế.
Một cơ quan công vụ có thể được thành lập bởi chính phủ quốc gia hoặc chính phủ tiểu bang trong một hệ thống liên bang. Thuật ngữ này thường không được sử dụng cho một tổ chức được tạo ra bởi quyền hạn của một cơ quan chính quyền địa phương. Các cơ quan có thể được thành lập bởi pháp luật hoặc quyền hành pháp. Sự tự chủ, độc lập và trách nhiệm của các cơ quan công vụ cũng rất khác nhau.

## Lịch sử
Những ví dụ ban đầu của các tổ chức mà bây giờ được gọi là một cơ quan công vụ bao gồm Hội đồng Hải quân Anh, chịu trách nhiệm về tàu và vật tư, được Vua Henry VIII thành lập  vào năm 1546 và Ủy viên Phá sản Anh thành lập  năm 1570.
Từ năm 1933, Chính sách kinh tế mới tại Hoa Kỳ chứng kiến sự tăng trưởng trong các cơ quan liên bang Hoa Kỳ, " cơ quan bảng chữ cái " khi chúng được sử dụng để cung cấp các chương trình mới được tạo ra bởi luật pháp, chẳng hạn như Cơ quan Cứu trợ Khẩn cấp Liên bang.
Từ những năm 1980, là một phần của Quản lý công cộng mới, một số quốc gia bao gồm Úc và Vương quốc Anh đã phát triển việc sử dụng các cơ quan để cải thiện hiệu quả trong các dịch vụ công cộng.